# Amöneburg
Amöneburg ( Aussprache ?) er en by i Landkreis Marburg-Biedenkopf  i den tyske delstat Hessen. Den ligger på et bjerg omkring  Burg Amöneburg. Byen har prindeligt navn efter floden Ohm og fra vulkankeglen som borgen ligger på.

## Geografi
Amöneburg ligger omkring 16 km øst for Marburg på en  basaltkegle ovenfor floden Ohm, der er en biflod til  Lahn fra venstre. Den ligger midt på  Amöneburger Beckens, et af de største sammenhængende landbrugsarealer i Hessen, hvis flade kun er brudt af  Amöneburg. Bæknet adskiller Amöneburg fra højdedraget  Burgwald 5 til 7 km væk mod nordvest, Oberhessische Schwelle (fra nord til sydøst), Lumda-Plateau (også kaldt Vorderer Vogelsberg) mod syd og Lahnbergen mod vest. 

### Inddeling
I kommunen ligger ud over Amöneburg landsbyerne 
- Erfurtshausen
- Mardorf
- Roßdorf
- Rüdigheim

Landsbyen Rüdigheim ligger sydøst for hovedbyen i den østlige del af bæknet, landsbyerne Roßdorf, Mardorf og Erfurtshausen ligger længere mod syd, lige nord for Lumda-Plateau, hvor den  405 meter høje  Mardorfer Kuppe er det højeste punktg i kommunen.
I  kommunen ligger, omkring 3 km fra hovedbyent, ved kommunegrænsen til  Kirchhain, godset Schloss Plausdorf, der blev indlemmet i bykommunen i  1928.

### Nabokommuner
Nabokommuner er Stadtallendorf mod øst, Kirchhain mod nord, Marburg mod vest, Ebsdorfergrund mod sydvest (alle i Landkreis Marburg-Biedenkopf) og Homberg (Ohm) i Vogelsbergkreis mod sydvest.